# إدارة الإعلان

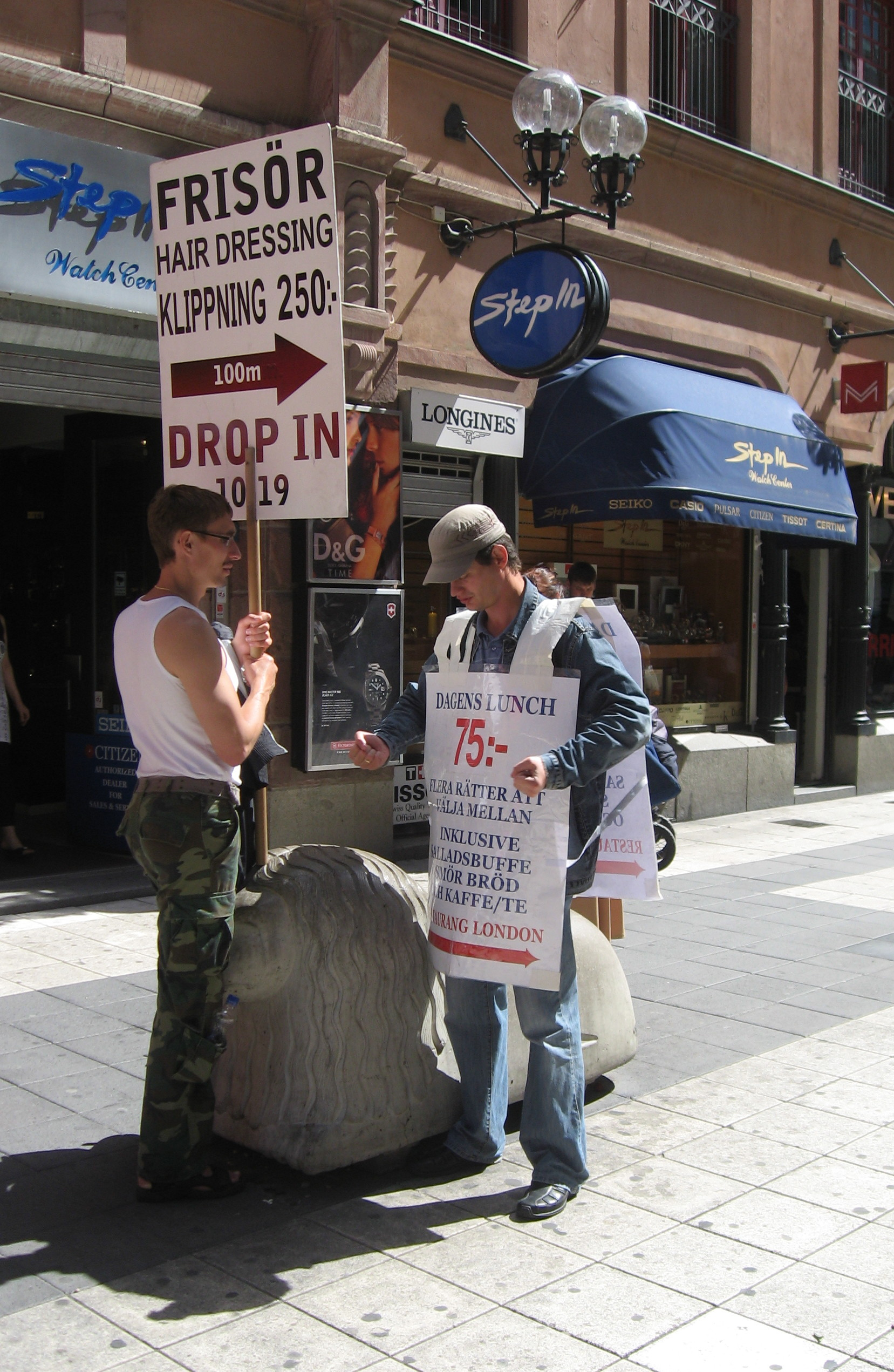

إدارة الإعلان هي عملية إدارية مصممة للإشراف على النشاطات الإعلانية المتنوعة المتضمنة في برنامج ما والتحكم بها، للتواصل مع السوق المستهدف للشركة، والذي هو مصمم في نهاية المطاف للتأثير في قرارات الشراء الخاصة بالمستهلك. الإعلان هو فقط عنصر من المزيج الترويجي للشركة، ولذلك يجب أن يكون متكاملًا مع برنامج الاتصالات التسويقي الكلي. من ناحية ثانية، يعتبر الإعلان هو الأكثر تكلفة بين العناصر الترويجية، لذلك يجب إدارته بعناية ومسؤولية.
يستخدم المسوقون أنواع مختلفة من الإعلانات. يُعرّف إعلان العلامة التجارية على أنه رسالة تواصل غير شخصية توضع على شكل وسيط جماهيري مدفوع مصمم لإقناع المستهلكين بفوائد منتج أو خدمة ما من أجل حثهم على شرائه. تشير إعلانات الشركات إلى الرسائل المدفوعة المصممة لإيصال قيم الشركة، في محاولة تهدف للتأثير على الرأي العام. تعتبر بعض الأنواع الأخرى للإعلان مثل الإعلانات غير الربحية والإعلانات السياسية تحديات من نوع خاص تتطلب استراتيجيات ونُهج مختلفة.
إدارة الإعلان هي عملية معقدة تتضمن اتخاذ العديد من القرارات متعددة المستويات بما فيها استراتيجيات الإعلان المتطورة، ووضع ميزانية وأهداف للإعلان، وتحديد السوق المُستهدف واستراتيجية وسائل الإعلام (التي تتضمن التخطيط الإعلامي)، وتطوير إستراتيجية إيصال الرسالة وتقييم الفعالية الإجمالية للجهود المبذولة في الإعلان). قد تتضمن إدارة الإعلان أيضًا شراء وسائل الإعلام (المساحة الإعلانية).
تعتبر عملية إدارة الإعلان عملية معقدة. مع ذلك فإنها في أبسط مستوياتها يمكن أن تُخفّض إلى أربعة جوانب رئيسية لاتخاذ القرار هي:
تحديد الجمهور المُستهدف: من نريد أن نخاطب؟
إستراتيجية إيصال الرسالة: ماذا نريد أن نقول لهم؟
إستراتيجية وسائل الإعلام: كيف سنصل إليهم؟
قياس فعالية الإعلان: كيف نعرف أن رسائلنا وصلت بالصيغة المطلوبة وحققت النتائج المطلوبة؟

## تعاريف: الإعلان وإدارة الإعلان
يميل المستهلكون إلى الاعتقاد بأن جميع أشكال الترويج التجاري هي جزء من الإعلان. من ناحية ثانية لدى مصطلح «الإعلان»، في التسويق والإعلان، معنى خصوصي يعكس مكانته بوصفه نوعًا مميزًا من أنواع الترويج.
تمتلك أدبيات التسويق والإعلان عدة تعاريف مختلفة للإعلان، لكن من الممكن تحديد العناصر والموضوعات المشتركة في معظم هذه التعريفات. تُعرّف جمعية التسويق الأمريكي (إيه إم إيه) الإعلان على أنه «وضع الإعلانات والرسائل المقنعة في وقت ومكان يُشتريان من أي وسيلة إعلامية من قبل الشركات التجارية، والمنظمات غير الربحية، والوكالات الحكومية، وأفراد يسعون لإخبار أو إقناع أفراد سوق مستهدف أو جمهور معين بمنتجاتهم، أو خدماتهم، أو منظمتهم أو أفكارهم». يُعرف قاموس التراث الأمريكي الإعلان على أنه «جذب انتباه العامة إلى منتج أو نشاط تجاري، من خلال إعلانات مدفوعة في وسائل الإعلام المطبوعة أو الإذاعية أو الإلكترونية». عرّف باحثوا التسويق المُختارون الإعلان على النحو التالي: «أي تواصل غير شخصي مدفوع من قبل جهة مروّجة محددة، ويتضمن وسائل الاتصال الجماهيري المتمثلة بالصحف والمجلات والراديو والتلفزيون ووسائل الإعلام الأخرى (مثل لوحة الإعلانات واللافتات في محطات الحافلات) أو الاتصال بالمستهلك مباشرة عبر البريد المباشر». وإنه «عنصر من مزيج الاتصالات التسويقي غير الشخصي والمدفوع من قبل مروّج معين، ومنشور عبر قنوات الاتصال الجماهيري للتشجيع على اعتماد السلع، أو الخدمات أو الأشخاص أو الأفكار». أحد أقصر التعاريف للإعلان هي أنه «محاولة مدفوعة تتوسط الجماهير وتهدف لإقناعهم».
ظهرت العديد من المواضيع المشتركة في التعاريف المختلفة للإعلان:
- -أولًا، الإعلان هو صيغة مدفوعة للتواصل وبالتالي هي تجارية بطبيعتها.
- -ثانيًا، يستخدم الإعلان القنوات غير الشخصية (مثال وسائل الإعلام التجارية) مما يعني ضمنيًا أنه موجه إلى جمهور كبير بدلًا من مستهلك فردي وهو نموذج اتصال باتجاه واحد يرسل فيه المروّج الرسائل، لكن المستقبلين لا يمكن أن يردوا أو يطرحوا الأسئلة حول محتوى الرسالة.
- -ثالثًا، يمتلك الإعلان مروّج محدد.

باختصار بما أن الإعلانات مدفوعة فهي واحدة من عدة عناصر يمكن التحكم بها في برنامج التسويق. يختلف الإعلان نوعيًا عن الدعاية التي يكون مروّج الرسالة فيها هو إما غير محدد أو يُحدد بشكل غامض، ويختلف عن البيع الشخصي الذي يحدث في الوقت الفوري ويتضمن بعض التواصل بالعيون بين مروّج الرسالة والمستقبل مما يسمح بإجراء حوار ثنائي الاتجاه.
بما أن الإعلان يشير إلى الرسالة الإعلانية، فإن إدارة الإعلان بحد ذاتها تشير إلى عملية تصميم وتنفيذ حملة أو حملات إعلانية؛ وهي مؤلفة من سلسلة من القرارات المصممة التي تبدأ بالبحث في السوق وتستمر إلى تحديد ميزانيات الإعلان، وتحديد أهداف الإعلان، وتنفيذ الرسائل الإبداعية وتتبعها جهود لقياس مدى تحقيق الأهداف وتقييم التكلفة والفائدة من المجهود الكلي للإعلان.

## المسؤوليات الإعلانية والتنظيمية
الإعلان، إلى جانب نشاطات تواصل تسويقية أخرى، في المنظمات التجارية هو المسؤولية الأساسية لقسم التسويق. تستعين بعض الشركات في جزء من العمل أو كله باختصاصيين مثل الوكالات الإعلانية، وفرق التصميم المبتكرة، ومصممي المواقع، ومشتري وسائل الإعلام وأخصائيي إدارة المناسبات أو مزودي خدمات آخرين ذوي صلة. الخيار الآخر المتاح للشركة هو أن تنفذ معظم أو كل الوظائف الإعلانية في القسم التسويقي فيما يُعرف بالوكالة الداخلية. الوكالة الداخلية بالتعريف هي «منظمة إعلانية تمتلكها وتديرها الشركة التي تخدم لصالحها». مهمتها هي تقديم خدمات إعلانية لدعم أعمال الشركة الأم وأهدافها التسويقية. تشمل العلامات التجارية المعروفة التي تستخدم الوكالات الداخلية شركة غوغل، وكالفن كلاين، وأدوبي، وديل وآي بي إم وكرافت وماربوت ووينديز.
لدى كل من الوكالات الداخلية ونماذج الاستعانة الخارجية محاسنها ومساوئها. تسمح الاستعانة بوكالة خارجية للمسوقين بالحصول على مهارات إستراتيجية وتصميمية وبحثية عالية التخصص، والحصول على مواهب إبداعية وتوفير منظور مستقل عن مشاكل التسويق والإعلان. تقدم الوكالات الداخلية مزايا تشمل التكلفة والفعالية الزمنية وتمنح المسوقين تحكمًا أكبر بالجهود الإعلانية. إضافة إلى ذلك، فإن الموظفون الذين يعملون داخل الوكالات الداخلية يكتسبون خبرةً إبداعية كبيرة تبقى بدورها داخل الشركة. تقترح التوجهات الحديثة أن عدد الوكالات الداخلية يرتفع.
سواءً اختارت الشركة أن تستعين بوكالات خارجية لأداء الوظائف الإعلانية أو أن تقوم بها بنفسها داخل قسم التسويق، فإن المسوقين يحتاجون إلى فهم عميق لمبادئ الإعلان من أجل التحضير لخطط إعلانية فعالة، واطلاع الوكالات ذات الصلة على احتياجاتهم وتوقعاتهم أو تطوير حلولهم الخاصة لمشاكل التسويق.